# Mortier modèle 27/31
Le mortier Stokes-Brandt de 81 mm Mle 27/31 fut réglementaire dans l'armée de terre française durant la Seconde Guerre mondiale. Conçu par Edgar Brandt, il est une amélioration du mortier britannique Stokes. Bien conçu, il a été construit sous licence et copié par de nombreux pays.

## Historique
Il entra en service en France à partir du début des années 1930 et est tellement bien conçu que tous les mortiers de calibres 3", 8 cm, 81,4 mm, 82 mm de la Seconde Guerre mondiale en sont des copies plus ou moins conformes construites on non sous licence. Les munitions utilisées par les différentes armées étaient souvent compatibles. On trouve notamment les Granatwerfer 34 allemands, l'Ordnance ML 3 inch Mortar britannique[réf. nécessaire], le mortier 82-PM-41 soviétique, le mortier M1 de 81 mm américain, le mortier Type 99 81 mm japonais et le mortier M1935 italien.
Des versions pour fortifications avec chargement par l'arrière furent créées, en France, c'est le mortier de 81 mm modèle 1932.

## Technique
Amélioration du mortier britannique Stokes, il est conçu et fabriqué par les Établissements Brandt. C'est une arme simple et efficace, chargé par la bouche, la munition étant mise à feu en tombant sur un percuteur fixe. Il nécessite une équipe de 3 hommes. Il est démontable en 3 fardeaux et muni d'un bipied.
L'appareil de pointage du mortier construit aux États-Unis diffère de celui du mortier français qui est semblable à celui du mortier de 60 mm.

## Munitions
Les différents obus sont amorcés avec deux types de fusées :
Les fusées instantanées qui provoquent l'explosion dès que le projectile touche le sol. La nappe d'éclats est par conséquent très rasante et fauche une surface très importante. Cet amorçage convient pour attaquer des épaulements peu enterrés et non couverts ou bien contre de l'infanterie à découvert.
Les fusées à retard provoquent l'explosion quand le projectile est déjà enfoncé dans le sol. Ce type d'amorçage convient pour détruire des emplacements enterrés. Mais tout obus qui n'atteint pas l'objectif projette des éclats qui pour la plupart restent au fond de l'excavation. La gerbe dangereuse est donc très limitée.

### Obus explosifs légers
Ils possèdent une charge relativement faible en explosif, leur donnant un effet analogue à celui d'un obus de 75 mm (mais avec une pénétration moindre). Ces projectiles sont employés normalement.
Projectiles français :
- FA 1924-1927; poids complet: 3,250 kg; portée maximale : 2 000 m.
- FA 1932; caractéristiques similaire à l'obus précédent, mais avec 6 ailettes au lieu de 8.

Projectile américain :
- HE M43; poids complet: 3,130 kg, portée maximale : 3 200 m.

### Obus explosifs à grande capacité
Leur forte charge explosive provoque des effets similaires à celui d'un obus de 155 mm. Mais leur poids important diminue fortement leur portée.
Projectile français:
- M1935, poids complet: 6 kg 900; portée maximum : 1 000 m.

Projectiles américain:
- HE M45; poids complet: 6,080 kg ; portée maximale : 1 275 m;
- HE M45B1; poids complet: 6,820 kg ; portée maximale : 1 275 m ; projectile amorcé avec retard;
- FS M57 (fumigène), poids complet: 5,400 kg ;
- WP M57 (phosphore), poids complet: 5,150 kg ;
- HS M57 (obus à gaz), poids complet: 4,700 kg .

## Organigramme
Dans l'armée de terre française des années 1930/1940, on trouve un groupe de 2 mortiers au sein de la section d'engin, dans la compagnie d'armes lourdes de chaque bataillon d'infanterie.

## Utilisateurs
| Pays                            | Nom de l'arme                        | Désignation allemande de mortiers capturés | Remarques                                                                                   |
| ------------------------------- | ------------------------------------ | ------------------------------------------ | ------------------------------------------------------------------------------------------- |
| Allemagne nazie                 | 8 cm Granatwerfer 34, Kz 8 cm GrW 42 | -                                          | [citation nécessaire]                                                                       |
| Autriche                        |                                      | 8 cm GrW 33(ö)                             |                                                                                             |
| République de Chine (1912-1949) |                                      | -                                          | Versions française et autrichienne,                                                         |
| République de Chine (1912-1949) | Mortier type 20                      | -                                          | Copie locale produite à partir de 1931 à l'arsenal de Jinling                               |
| Danemark                        | 81.4 mm L/12                         | 8.14 cm GrW 275(d)                         | [ 1 ]                                                                                       |
| Estonie                         |                                      |                                            | [citation nécessaire]                                                                       |
| USA                             | Mortier M1 de 81 mm                  | ?                                          | Copie modifiée                                                                              |
| Finlande                        | 81 mm Tampella                       | -                                          | [ 1 ]                                                                                       |
| France                          | Mortier Brandt de 81 mm mle 27/31    | 8.14 cm GrW 278(f), 8.14 cm GrW 278/1(f)   | [ 1 ]                                                                                       |
| France                          | mle 44 ACC, mle 44 ATS, mle 44 ARE   | -                                          | [citation nécessaire]                                                                       |
| Irlande                         |                                      | -                                          | [citation nécessaire]                                                                       |
| Royaume d'Italie                | Mortaio da 81/14 Modello 35          | 8.1 cm GrW 276(i)                          | Copie légèrement modifiée                                                                   |
| Empire du Japon                 | Mortier Type 3 81 mm                 | -                                          | Copie légèrement modifiée                                                                   |
| Empire du Japon                 | Mortier Type 97 81 mm                | -                                          | Version modifiée                                                                            |
| Empire du Japon                 | Mortier Type 99 81 mm                | -                                          | Version modifiée                                                                            |
| Norvège                         | 8.1 cm Bombekaster m/35              | -                                          | Variante construite sous licence par Kongsberg à partir de 1935                             |
| Pays-Bas                        | Mortier van 8 Brandt (M.27/31)       | 8.14 cm GrW 286(h)                         | Production sous licence                                                                     |
| Portugal                        | m/937 8cm                            | -                                          | Version française                                                                           |
| Philippines                     | [citation nécessaire]                | -                                          |                                                                                             |
| Pologne                         | wz. 31                               | 8 cm GrW 31(p)                             | [ 1 ]                                                                                       |
| Royaume de Roumanie             |                                      | -                                          | Variante construite sous licence                                                            |
| Suède                           | 81mm GrK m/29-34                     | -                                          | [ 9 ]                                                                                       |
| Suisse                          | Lance-mines 8,1 cm 1933              | -                                          | Variante construite sous licence par la Fabrique fédérale d'armes de Berne à partir de 1934 |
| Suisse                          | Lance-mines 8,1 cm 1972              | -                                          | Version allégée pour les troupes de montagnes                                               |
| Tchécoslovaquie                 | 81.4 mm minomet,                     | 8.14 cm GrW 278(t)                         | Variante construite sous licence                                                            |
| Tchécoslovaquie                 | 8 cm minomet vz. 36                  | 8 cm GrW M.36(t)                           | Version modifiée                                                                            |
| Union soviétique                | 82-PM-36                             | 8.2 cm GrW 274/1(r)                        | Copie modifiée                                                                              |
| Union soviétique                | 82-PM-37                             | 8.2 cm GrW 274/2(r)                        | Version améliorée du 82-PM-36                                                               |
| Union soviétique                | Mortier 82-PM-41                     | 8.2 cm GrW 274/3(r)                        | Version améliorée du 82-PM-37                                                               |
| Vietnam                         |                                      | -                                          | Fabrication française                                                                       |
| Royaume de Yougoslavie          | 8.1 cm MWM 31/38 Kragujevac          | 8.14 cm GrW 270(j)                         | [ 1 ]                                                                                       |